# Гребенчатая утка
Гребе́нчатая у́тка (лат. Sarkidiornis melanotos) — водоплавающая птица семейства утиных, получившая своё название благодаря необычному для семейства большому мясистому гребню у селезня, особенно хорошо заметному в брачный сезон. Обитает в тропиках Южной и Юго-Восточной Азии, Африки и Южной Америки. Один из двух видов  рода Sarkidiornis.

## Описание
Плотного телосложения птица, внешне больше похожая на гуся, нежели чем на типичную утку. Длина тела 56—76 см, вес 1230—2610 г, самцы выглядят значительно крупнее самок. Голова и шея беловато-кремовые с множественными чёрными пятнами. Пятнистость варьирует в широких пределах, и у некоторых самцов голова полностью или местами выглядит полностью чёрной. На темени у самца самки имеется небольшой хохолок из удлинённых перьев. Спина и крылья шиферно-серые с металлическим отливом зелёного, фиолетового, пурпурного или бронзового оттенка, больше выраженного у селезней. Грудь и брюхо белые с рыжеватым оттенком. Клюв чёрный, радужная оболочка тёмно-коричневая. У самца в основании клюва имеется большой мясистый гребень, или шишка, обычно вялый, но набухающий перед началом сезона размножения. Различают 2 подвида утки, один из которых S. m. melanotos распространён в Старом Свете, а второй S. m. sylvicola, меньший размером и более тёмный, в Южной Америке. Некоторые авторы выделяют южно-американскую утку в отдельный вид, хотя большинство всё же не разделяет такую трактовку.

## Распространение
Три отдельные популяции. В Южной и Юго-Восточной Азии юго-восток Пакистана, Индия до штата Асома на северо-востоке и города Майсур на юге, тераи (заболоченные территории в низовьях Гималаев) и долина реки Коси в Непале, Бангладеш, Мьянма, северо-западный, северо-восточный и центральный Таиланд, Камбоджа, северный Лаос, западная и южная часть китайской провинции Юньнань, южный Вьетнам. В Африке к югу от дельты реки Сенегал в южной Мавритании и Сенегале, бассейна реки Нигер в Мали и Нигере, озёр Чад, Фитри и долины реки Логоне в Чаде, центрального Судана и Эфиопии. На юге Африки встречается в долине рек Луангва и Кафуе в Замбии, Лесото и Южно-Африканской республике. В Южной Америке основной ареал находится в бассейне реки Амазонка, за его пределами встречается местами в Боливии, Эквадоре, на востоке Панамы, Парагвае, Уругвае и северо-востоке Аргентины.
Местообитания связаны с тропическими пресноводными водоёмами — озёрами, разливами рек и заболоченными территориями, главным образом лесными. В Африке обитает в саванне, где держится на заливных лугах и в поймах рек. Преимущественно равнинная птица, однако в предгорьях Анд поднимается до 3500 м над уровнем моря. Ведёт оседлый или кочевой образ жизни, последний обычно связан с поиском подходящих водоёмов в засушливый сезон. Утром и вечером большую часть времени проводит на земле в поисках корма, в остальное время стаями располагается на деревьях, в том числе и сухостое. Способна удерживаться не только на ветвях, но и на вертикальных стволах деревьев.

## Размножение
Для гребенчатой утки типична полигиния — один самец одновременно ухаживает за двумя — четырьмя самками. При этом вокруг селезня может собираться и большее количество самок, однако устойчивая связь образуется только с некоторыми из них. В условиях переменного климата начало размножения привязано к сезону дождей, когда имеется устойчивая кормовая база. В Южной Африке это обычно декабрь-март, в Индии июль-сентябрь. При отсутствии достаточной влаги в отдельные годы утка может и вовсе отказаться от воспроизведения потомства. В брачный период возможно соперничество между несколькими самцами за право обладания самкой или гаремом, которое иногда заканчивается дракой. Гнездится на деревьях — в дуплах или основной развилке ствола, или в отверстии стены строения на высоте 6-9 м над землёй. Иногда занимает старые гнёзда других птиц — аистов, ястребов или орланов. В исключительных случаях, когда имеется недостаток подходящих мест, устраивает гнездо прямо на земле в высокой траве либо среди камней. Одно и то же гнездо часто содержит кладки нескольких уток, обычно 6—15 яиц. Встречаются и необычно большие кладки, до 50 яиц, однако они, как правило, никем не охраняются и погибают. Яйца белые, иногда имеют лёгкий желтоватый оттенок. Размер яиц 62 x 43 мм, вес около 47 г. Насиживает одна из самок, селезень участия в ухаживании за потомством не принимает, однако находится неподалёку и следит за приближением хищников. Птенцы выводкого типа, примерно через сутки уже выпрыгивают из гнезда. Способность к полёту появляется примерно через 70 дней.

## Питание
Основу питания составляет растительная пища — семена трав и водных растений, зерно. Кроме того, иногда употребляет в пищу насекомых (главным образом, саранчу и личинки водных насекомых), редко мелкую рыбу. Пасётся на заливных лугах и мелководье, либо ищет корм на плаву. В районах земледелия кормится на рисовых полях. Активна ранним утром и поздним вечером.